# Nègrepelisse
Nègrepelisse é uma comuna francesa na região administrativa da Occitânia, no departamento de Tarn-et-Garonne. Estende-se por uma área de 49.22 km², e possui 5.642 habitantes, segundo o censo de 2018, com uma densidade de 110 hab/km².